# Eupithecia aequistrigata
Eupithecia aequistrigata är en fjärilsart som beskrevs av Otto Staudinger 1871. Eupithecia aequistrigata ingår i släktet Eupithecia och familjen mätare. Inga underarter finns listade i Catalogue of Life.